# Gavdos
Gavdos (tiếng Hy Lạp: Γαύδος, [ˈɣavðos]) là đảo cực nam của Hy Lạp, nằm tại phía nam của đảo lớn Crete, mà nó là một phần về mặt hành chính. Nó từng là một phần của tỉnh cũ Selino. Đây cũng là điểm cực nam của cả châu Âu.

## Tên
Gavdos từng được gọi bằng nhiều tên. Ví dụ, nó xuất hiện trong chuyến đi của Phaolô tới Roma trong chương 27 của Công vụ Tông đồ dưới tên "Clauda" (Κλαῦδα) hay "Cauda" (Καῦδα). Hòn đảo cũng được gọi là "Cauda" bởi nhà địa lý La Mã Pomponius Mela, và "Gaudos" bởi Pliny. Ptolemaeus gọi Gavdos là "Claudos" (Κλαῦδος). Người dân Cộng hòa Venezia gọi nó là "Gotzo", có lẽ xuất phát từ tên đảo "Gozo" của Malta. Từ thế kỷ 17 đến 19, đảo có tên "Gondzo". Một tên gọi tiếng Thổ Nhĩ Kỳ là "Bougadoz".

## Địa lý
Gavdos cách Hora Sfakion 26 hải lý (48 km) về phía nam và có diện tích 33 kilômét vuông (12,7 dặm vuông Anh). Hòn đảo có hình dạng hơi giống hình tam giác. Điểm cao nhất của nó là Núi Vardia, cao 345 mét (1.132 foot). Gốc đông nam là một bán đảo nhiều đá với một cầu đá tự nhiên, gọi là Trypiti.
Có một đảo nhỏ lân cận tên Gavdopoula (Γαυδοπούλα, "tiểu Gavdos") ở phía tây bắc Gavdos. Gavdos và Gavdopoula được phủ phrygana (φρύγανα), tức cây bụi thấp. Cả hai đều là nơi nghỉ quan trọng cho chim di trú. Những loài chim địa phương là cú mèo châu Âu và cốc mào châu Âu. Gavdos còn có vài dạng cảnh quan thực vật, như maquis, rừng thông và bách xù.

### Khí hậu
| Dữ liệu khí hậu của Gavdos, Greece | Dữ liệu khí hậu của Gavdos, Greece | Dữ liệu khí hậu của Gavdos, Greece | Dữ liệu khí hậu của Gavdos, Greece | Dữ liệu khí hậu của Gavdos, Greece | Dữ liệu khí hậu của Gavdos, Greece | Dữ liệu khí hậu của Gavdos, Greece | Dữ liệu khí hậu của Gavdos, Greece | Dữ liệu khí hậu của Gavdos, Greece | Dữ liệu khí hậu của Gavdos, Greece | Dữ liệu khí hậu của Gavdos, Greece | Dữ liệu khí hậu của Gavdos, Greece | Dữ liệu khí hậu của Gavdos, Greece | Dữ liệu khí hậu của Gavdos, Greece |
| Tháng | 1                                  | 2                                  | 3                                  | 4                                  | 5                                  | 6                                  | 7                                  | 8                                  | 9                                  | 10                                 | 11                                 | 12                                 | Năm                                |
| --- | ---------------------------------- | ---------------------------------- | ---------------------------------- | ---------------------------------- | ---------------------------------- | ---------------------------------- | ---------------------------------- | ---------------------------------- | ---------------------------------- | ---------------------------------- | ---------------------------------- | ---------------------------------- | ---------------------------------- |
| Trung bình ngày tối đa °F (°C) | 57.38 (14.10)                      | 58.1 (14.5)                        | 61.16 (16.20)                      | 68 (20)                            | 76.28 (24.60)                      | 84.38 (29.10)                      | 87.08 (30.60)                      | 86 (30)                            | 81.5 (27.5)                        | 73.4 (23.0)                        | 66.38 (19.10)                      | 60.26 (15.70)                      | 71.66 (22.03)                      |
| Tối thiểu trung bình ngày °F (°C) | 46.22 (7.90)                       | 46.04 (7.80)                       | 47.66 (8.70)                       | 52.7 (11.5)                        | 59 (15)                            | 66.2 (19.0)                        | 70.16 (21.20)                      | 69.98 (21.10)                      | 66.02 (18.90)                      | 60.26 (15.70)                      | 53.96 (12.20)                      | 49.1 (9.5)                         | 57.275 (14.04)                     |
| Nguồn: <yr.no= >"Bản sao đã lưu trữ". Weather statistics for Gavdos, Crete (Greece). YR.no. 2016. Bản gốc lưu trữ ngày 2 tháng 2 năm 2017. Truy cập ngày 12 tháng 9 năm 2016. |                                    |                                    |                                    |                                    |                                    |                                    |                                    |                                    |                                    |                                    |                                    |                                    |                                    |